# Kaka Point
Kaka Point es un pequeño asentamiento en la punta septentrional de The Catlins, un área dentro de Southland, en la Isla Sur de Nueva Zelanda. Se encuentra a 14 kilómetros al sur de Balclutha y a ocho kilómetros de Nugget Point. La población de la localidad fluctúa con las estaciones, existiendo muchas casas vacacionales. En el asentamiento conviven 150 personas todo el año, entre los que destacaba el poeta Māori Hone Tuwhare.
- Datos: Q1721860
- Multimedia: Kaka Point / Q1721860